# Scandalo Rampart

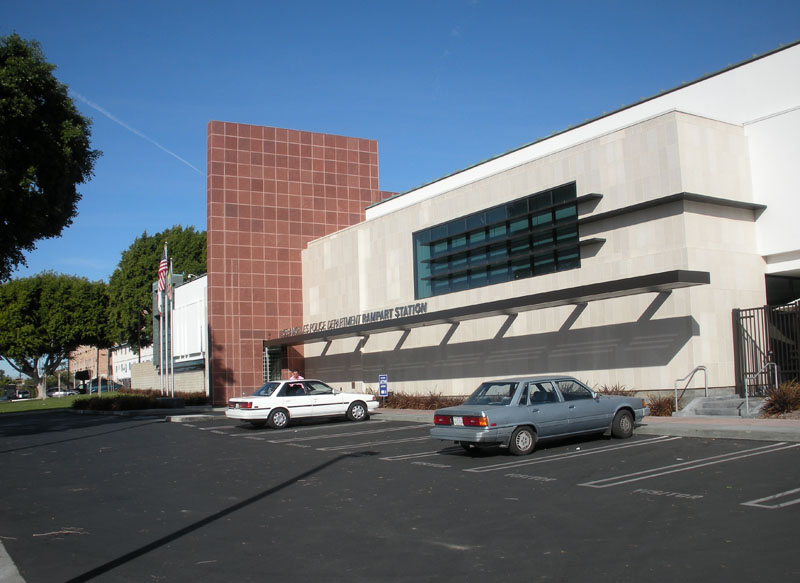
La nuova stazione di polizia della Rampart dopo lo scandalo.

Lo scandalo Rampart si riferisce a una serie di casi di corruzione e violenza nella divisione Rampart della Community Resources Against Street Hoodlums negli anni 1990.
Oltre 70 agenti di polizia del reparto CRASH furono indagati per molteplici reati, cosa che rese il caso uno tra gli scandali più eclatanti dell'abuso delle forze di polizia nella storia degli Stati Uniti. I reati per i quali i poliziotti furono condannati andavano dal bere alcolici durante il servizio fino al pestaggio dei sospetti, includendo anche la creazione di false prove per incastrare i sospetti, il furto, il trattamento di sostanze stupefacenti, la rapina a mano armata, lo spergiuro e l'occultamento di prove in relazione a queste attività. Se da un lato lo scandalo andava contro l'abuso di potere e i crimini vari commessi da parte delle forze di polizia, dall'altro andava evidenziandosi la collusione di diversi agenti con alcune note ed influenti bande di strada losangeline, come i Bloods. I nomi di tre agenti della Rampart furono infatti trovati nel libro paga di Marion "Suge" Knight della Death Row Records, produttore musicale da un lato e criminale condannato per affiliazione alle gang dall'altro.

## Cronologia degli eventi più importanti
Il 18 marzo 1997 l'agente sotto copertura Frank Lyga, del L.A.P.D., uccise l'agente Kevin Gaines, agente del L.A.P.D. e membro dell'unità C.R.A.S.H., per autodifesa in quello che sembra un caso di guida aggressiva. Lyga, fermo ad un semaforo, viene affiancato da Gaines, alla guida di un SUV. Dopo un breve confronto verbale, in cui Gaines minaccia Lyga, quest'ultimo tenta di fuggire. Gaines lo insegue a bordo del SUV; al successivo semaforo Lyga è costretto a fermarsi e si accorge che Gaines ha con sé una pistola calibro 45. Lyga chiama aiuto via radio, dicendo: "Ho un problema. C'è un ragazzo nero in una Jeep verde dietro di me. Ha una pistola!". Gaines minaccia nuovamente l'agente sotto copertura; Lyga spara nel S.U.V. per due volte, ed il secondo colpo raggiunge l'agente Gaines al cuore, uccidendolo. Lyga chiama immediatamente aiuto tramite la radio, dicendo: "Ho appena sparato a questo tizio! Ho bisogno di aiuto! Correte qui!".
Nonostante il contesto, l'assassinio di un poliziotto afroamericano (Gaines) da parte di un poliziotto bianco (Lyga) ebbe notevole risalto nei media e provocò non pochi tumulti razziali causati dalla falsa notizia sparsa a macchia d'olio secondo cui l'agente era stato ucciso per questioni razziali e non per legittima difesa. In seguito, nel marzo 2003, l'agente del LAPD Brian S. Bentley scrisse un articolo per StreetGangs Magazine nel quale esprimeva la propria convinzione sull'insabbiamento da parte delle autorità delle reali circostanze che portarono alla morte di Gaines.
Il 6 novembre 1997 una filiale di Los Angeles della Bank of America fu derubata di 722.000 dollari da parte di banditi sconosciuti nel corso di una rapina a mano armata. Dopo un mese di indagini, l'assistente bancaria Errolyn Romero confessò di aver avuto un ruolo nella rapina in accordo col proprio compagno all'epoca dei fatti, l'agente del LAPD David Mack, ideatore della rapina. Per il fatto, Mack fu condannato a scontare 14 anni e 3 mesi in una prigione federale; tuttavia non rivelò mai il luogo in cui nascose la somma rubata, continuando invece a vantarsi del fatto che una volta liberato a fine pena avrebbe fatto una vita da milionario.
Il 26 febbraio 1998 l'agente della Rampart Brian Hewitt depositò la testimonianza di Ismael Jimenez, un membro della 18th Street Gang, presso la stazione di polizia del Rampart Boulevard. Dopo un primo battibecco con Hewitt e alcune domande normali, Jimenez venne picchiato dall'agente fino a che non vomitò sangue, e a quel punto fu trasportato al pronto soccorso per accertamenti. Una volta medicato, la vittima dichiarò di essere stato picchiato dalla polizia. Per confermare quanto accaduto fu avviata una indagine interna, al termine della quale Hewitt fu licenziato dal corpo di polizia, mentre Jimenez fu risarcito di 231.000 dollari nel corso di una transazione giuridica contro la città di Los Angeles.

## Il caso Javier Ovando
Javier Ovando era un immigrato clandestino appartenente alla banda 18th Street Gang all'epoca dello scandalo. Divenne una figura centrale e icona dello scandalo che coinvolse la divisione Rampart. Ovando fu ferito da colpi d'arma da fuoco da due agenti corrotti della divisione Rampart, Rafael Pérez e Nino Durden, che successivamente lo incastrarono utilizzando false prove e testimoniando contro di lui al processo. La sua vicenda provocò sconcerto e fu promotrice del più vasto caso di cattiva condotta poliziesca nella storia di Los Angeles.
Ovando fu colpito nel proprio appartamento il 12 ottobre 1996 all'età di 19 anni. Gli agenti Durden e Pérez irruppero nella stanza e gli spararono istantaneamente lasciandolo a terra paralizzato. In seguito, i due testimoniarono come il giovane avesse fatto fuoco per primo e questo avrebbe scatenato la loro reazione. L'immigrato fu condannato a scontare 23 anni di prigione sulla base della testimonianza dei due agenti.
Paralizzato dalla vita in giù, Ovando scontò i primi due anni e mezza della condanna in carcere, ma il 16 settembre 1999 fu dichiarato innocente in seguito alla ritrattazione di Pérez sull'accaduto. L'ufficio del procuratore distrettuale presentò la richiesta di habeas corpus dopo il ribaltamento della situazione del giovane.
Il 21 novembre 2000, Ovando ricevette un risarcimento danni pari a 15 milioni di dollari, il più grande pagamento in denaro a una vittima nella storia della polizia losangelina.

## Casi di corruzione

### Legami con la Death Row Records
Una parte degli agenti coinvolti nello Scandalo Rampart collaborarono con la Death Row Records, spesso ufficialmente come servizio d'ordine della casa discografica (attività che svolgevano "a tempo perso", nelle ore non lavorative), che nell'arco di un lustro aveva assunto un ruolo prominente nell'industria dell'intrattenimento statunitense sotto il profilo musicale, della notorietà e nell'aspetto prettamente economico: grazie agli introiti milionari a Marion "Suge" Knight era possibile dominare lo scenario losangelino ed avere alle proprie dipendenze membri delle diverse gang dei Crips e dei Bloods (storicamente in lotta fra loro) e contemporaneamente degli agenti di polizia.
È ipotizzabile ed ipotizzato da chi ha analizzato il caso (si veda per esempio il documentario "Biggie & Tupac") che i rapporti dei poliziotti con la Death Row non si limitassero a compiti di security, ma che gli agenti avessero una vera e propria "alleanza", sotto vari aspetti, con la casa discografica e con il CEO Knight. È infatti possibile rintracciare facilmente in diverse fotografie Perez e Mack mentre assolvono le loro funzioni durante le esibizioni e le uscite di alcune delle star della Death Row (in particolare nel periodo a cavallo fra il 1995 e il 1996 in cui 2Pac era nel roster della casa discografica).
Oltretutto si può notare come, non di rado, questi poliziotti fuori servizio non disdegnassero indossare indumenti ed accessori tipicamente portati dai membri dei Bloods e chiaramente riconducibili al codice delle gangs losangeline (per esempio completi rossi o indumenti ed accessori dello stesso colore), adattandosi al costume della Death Row Records e del suo boss, molto vicini alla gang.

### Legami con l'omicidio di Notorious B.I.G.
Il 16 aprile 2007, nel processo per omicidio colposo alla città di Los Angeles del rapper Notorious B.I.G. vennero fatti i nomi degli agenti Durden, Pérez e Mack come perpetratori del fatto. L'iscrizione nel registro degli indagati avvenne in seguito alle confessioni di Pérez, secondo cui "[io e Mack] abbiamo cospirato per l'omicidio, partecipando all'uccisione di Christopher Wallace". La notte dell'agguato mortale, il 9 marzo 1997, sia l'agente Durden che Pérez erano in servizio regolare all'esterno di Petersen Automotive Museum e nei dintorni di Wilshire Boulevard.
Le indagini proseguirono, appoggiate dall'invio di Brian Tyndall e Russell Poole come investigatori speciali incaricati dal LAPD. I due erano convinti che i tre agenti e altri membri della Rampart C.R.A.S.H. facessero parte di una cospirazione atta ad uccidere il cantante. Le indagini furono in seguito bloccate dal rifiuto di Bernard Parks, capo del LAPD, di esaminare le richieste dei due investigatori circa il coinvolgimento dell'agente Mack nell'omicidio, silenziando il rapporto di 40 pagine stilato dai due per il caso e invitandoli a terminare subito le investigazioni. In seguito a ciò, Poole protestò contro il LAPD per la violazione dei termini del I emendamento della Costituzione degli Stati Uniti d'America.

## Le indagini e le condanne
L'ondata di scandalo portò all'intentamento di oltre 140 cause civili contro la città di Los Angeles, che tra spese per il sostegno dei processi e di risarcimento alle vittime dovette perdere una cifra di 125 milioni di dollari. Di questi, 15 milioni andarono a Javier Ovando, picchiato e rimasto paralizzato a seguito di un raid della Rampart, il 21 novembre 2000, mentre altre 29 cause civili vinte fruttarono alle vittime circa 11 milioni di dollari.
Nel maggio 2001, gran parte del caso Rampart era costituito dalle dichiarazioni di un agente corrotto e pentito, Pérez; grazie alle sue parole furono indagati per irregolarità oltre 70 agenti. A causa della mancanza di alcune prove chiave per la colpevolezza, solo per 58 di essi fu aperto un consiglio amministrativo interno: 12 di essi furono sospesi e poi reintegrati, 7 vollero dare le dimissioni e 5 furono congedati con disonore per essere alla fine licenziati. Alla luce del fatto che parte delle dichiarazioni di Pérez furono fatte per allontanare i riflettori dalla propria persona, 106 precedenti condanne furono annullate. Comunque, lo scandalo Rampart portò all'intentamento di più di 140 cause civili contro la città di Los Angeles, che costarono all'amministrazione una spesa attorno ai 125 milioni di dollari in transazioni giudiziarie. Il 16 aprile 2007 fu depositata la testimonianza di un investigatore per la quale gli agenti dell'unità C.R.A.S.H. Nino Durden, Rafael Pérez e David Mack sarebbero stati responsabili dell'agguato mortale del 1997 al rapper Notorious B.I.G.
La portata reale degli illeciti compiuti dal reparto Rampart è in parte insoluta, dal momento che numerosi casi di stupro, omicidio e rapine a mano armata che coinvolgevano gli agenti di polizia della Rampart Division rimangono irrisolti.

## Nella cultura di massa
- Nel videogioco della Rockstar Games Grand Theft Auto: San Andreas, i due antagonisti principali, Frank Tenpenny ed Eddie Pulaski, sono due agenti corrotti facenti parte di un'unità C.R.A.S.H. dell'LSPD (Los Santos Police Department, un ovvio richiamo al LAPD). All'inizio del gioco, il protagonista viene incastrato dai due che lo accusano di aver ucciso un loro collega (in realtà assassinato dai due stessi poliziotti) che stava per testimoniare contro di loro. Da qui comincia una serie di azioni illegali che il protagonista deve commettere sotto ricatto per conto dei due agenti.

- Lo scandalo Rampart è stato anche rappresentato da vari film, tra cui Dirty - Affari sporchi, che racconta una giornata di due agenti C.R.A.S.H. corrotti che devono testimoniare contro il loro capitano. Coinvolti dal loro superiore nella vendita di una partita di droga, i due si ritrovano ben presto in una situazione senza uscita. Molte scene del film ricordano i casi di cui gli agenti della divisione Rampart vennero accusati.

- Anche il film Cellular vede coinvolti degli agenti del LAPD corrotti che prendono in ostaggio una donna per farsi consegnare un video in cui si vede il capo dell'unità che uccide due spacciatori di droga per poi rubare la merce. Il fatto che i poliziotti corrotti siano stati immortalati da un video amatoriale è probabilmente riconducibile agli avvenimenti che videro coinvolti altri agenti del LAPD nel pestaggio di Rodney King; anch'essi, infatti, vennero ripresi da un videoamatore.

- Allo scandalo Rampart si ispira la sceneggiatura del film Training Day, che segue il primo giorno di lavoro di un giovane agente in una squadra antidroga guidata da Alonzo Harris, un poliziotto corrotto. Il personaggio di Harris è stato ispirato da Rafael Perez, la figura centrale dello scandalo Rampart.

- Anche un episodio del film di Paul Haggis Crash - Contatto fisico è chiaramente ispirato allo scandalo Rampart: nel film si vede un poliziotto bianco, la cui fisionomia è riconducibile a quella di Frank Lyga, che ha appena ucciso un collega di colore dopo un presunto alterco per motivi automobilistici. Come nella realtà alcuni protagonisti del film cercheranno di annacquare lo scandalo per evitare lo scoppio di un conflitto razziale. Il fatto poi che il film sia incentrato su alcuni personaggi del LAPD lascia presupporre che il titolo Crash abbia una valenza simbolica ma anche legata al reparto coinvolto allo scandalo Rampart.

- La serie televisiva The Shield, per stessa ammissione del suo creatore Shawn Ryan, ha tratto ispirazione da tali avvenimenti. La serie tratta infatti di casi di corruzioni, violenze e comportamenti al di sopra delle righe da parte di una squadra d'assalto anti-gang di un distretto immaginario della polizia di Los Angeles.

- Nel 2011 è stato realizzato il film Rampart, diretto da Oren Moverman e basato su un soggetto di James Ellroy, ispirato esplicitamente allo scandalo. La pellicola è interpretata da Woody Harrelson.

- Nel 2018 è stato prodotto il film City of Lies - L'ora della verità, diretto da Brad Furman, che ripercorre alcune vicende dello scandalo.